# 펜자
펜자(러시아어: Пе́нза, 독일어: Pensa)는 러시아 펜자주의 주도이다. 모스크바로부터는 709 km 지점에 위치해 있다. 수라강(볼가강의 지류)에 접해 있다. 인구는 51만 8,200명(2002년)이다.
1663년에 러시아 남동부의 기지로 건설되었다.
국립 공과대학 등 5개의 고등교육 기관과 극장, 박물관등이 있다.
현재 펜자의 시장은 2005년 5월 6일에 시장선거에서 뽑힌 알렉산드르 파슈코프(Александр Владимирович Пашков)이다.

## 자매 도시
- 이스라엘 라마트간
- 벨라루스 마힐료우